# غولدزبورو
غولدزبورو (بالإنجليزية: Goldsboro)‏ هي مدينة أمريكية ومركز مقاطعة وين في ولاية كارولاينا الشمالية في الولايات المتحدة الأمريكية.

## التركيبة السكانية
حدّد مكتب تعداد الولايات المتحدة بيانات التركيبة السكانية لغولدزبورو في تعداد الولايات المتحدة. في ما يلي، التركيبة السكانية حسب تعدادي 2000 و2010.

### تعداد عام 2000
بلغ عدد سكان غولدزبورو 39,043 نسمة بحسب تعداد عام 2000، وبلغ عدد الأسر 14,630 أسرة وعدد العائلات 9,466 عائلة مقيمة في المدينة. في حين سجلت الكثافة السكانية 525.3 نسمة لكل كيلومتر مربع (1,360.5/ميل2). وبلغ عدد الوحدات السكنية 16,372 وحدة بمتوسط كثافة قدره 220.3 لكل كيلومتر مربع (570.6/ميل2).
وتوزع التركيب العرقي للمدينة بنسبة 43.04% من البيض و52.24% من الأمريكيين الأفارقة و0.43% من الأمريكيين الأصليين و1.44% من الأمريكيين ذوي الأصول الآسيوية و0.08% من سكان جزر المحيط الهادئ و1.14% من الأعراق الأخرى و1.64% من عرقين مختلطين أو أكثر و2.69% من الهسبانيون أو اللاتينيون من أي عرق.
بلغ عدد الأسر 14,630 أسرة كانت نسبة 36.4% منها لديها أطفال تحت سن الثامنة عشر تعيش معهم، وبلغت نسبة الأزواج القاطنين مع بعضهم البعض 41.1% من أصل المجموع الكلي للأسر، ونسبة 20.4% من الأسر كان لديها معيلات من الإناث دون وجود شريك، بينما كانت نسبة 3.2% من الأسر لديها معيلون من الذكور دون وجود شريكة وكانت نسبة 35.3% من غير العائلات. تألفت نسبة 30.5% من أصل جميع الأسر من عدة أفراد يعيشون في نفس المنزل ونسبة 11.9% كانت تتألف من شخص يعيش بمفرده يبلغ من العمر 65 عاماً أو أكثر. وبلغ متوسط حجم الأسرة المعيشية 2.40، أما متوسط حجم العائلات فبلغ 3.00.
بلغ العمر الوسطي للسكان 34.3 عاماً. وكانت نسبة 24.8% من القاطنين تحت سن الثامنة عشر، وكانت نسبة 9.3% بين الثامنة عشر والرابعة والعشرين عاماً، ونسبة 25.5% كانت واقعةً في الفئة العمرية ما بين الخامسة والعشرين والرابعة والأربعين عاماً، ونسبة 18.2% كانت ما بين الخامسة والأربعين والرابعة والستين، ونسبة 12.2% كانت ضمن فئة الخامسة والستين عاماً فما فوق. يوجد لكل 100 أنثى 86.2 ذكر، ويوجد لكل 100 أنثى في الثامنة عشر من عمرها فما فوق 79.3 ذكر.
بلغ متوسط دخل الأسرة في المدينة 60,781 دولارًا، أما متوسط دخل العائلة فبلغ 65,804 دولارًا. وكان متوسط دخل الذكور 25,688 دولارًا مقابل 28,077 دولارًا للإناث. وسجل دخل الفرد الخاص بالمدينة 15,750 دولارًا. وكانت نسبة 0% من العائلات ونسبة 14.4% من السكان تحت خط الفقر، وكان من هؤلاء نسبة 0% تحت سن الثامنة عشر ونسبة 8.5% في الخامسة والستين من العمر وما فوق.

### تعداد عام 2010
بلغ عدد سكان غولدزبورو 36,437 نسمة بحسب تعداد عام 2010، وبلغ عدد الأسر 14,965 أسرة وعدد العائلات 8,984 عائلة مقيمة في المدينة. في حين سجلت الكثافة السكانية 490.2 نسمة لكل كيلومتر مربع (1,269.6/ميل2). وبلغ عدد الوحدات السكنية 16,824 وحدة بمتوسط كثافة قدره 226.3 لكل كيلومتر مربع (586.1/ميل2).
وتوزع التركيب العرقي للمدينة بنسبة 39.23% من البيض و54.30% من الأمريكيين الأفارقة و0.37% من الأمريكيين الأصليين و1.79% من الأمريكيين ذوي الأصول الآسيوية و0.06% من سكان جزر المحيط الهادئ و1.62% من الأعراق الأخرى و2.63% من عرقين مختلطين أو أكثر و4.34% من الهسبانيون أو اللاتينيون من أي عرق.
بلغ عدد الأسر 14,965 أسرة كانت نسبة 30.6% منها لديها أطفال تحت سن الثامنة عشر تعيش معهم، وبلغت نسبة الأزواج القاطنين مع بعضهم البعض 34.5% من أصل المجموع الكلي للأسر، ونسبة 21.7% من الأسر كان لديها معيلات من الإناث دون وجود شريك، بينما كانت نسبة 3.8% من الأسر لديها معيلون من الذكور دون وجود شريكة وكانت نسبة 40% من غير العائلات. تألفت نسبة 35.5% من أصل جميع الأسر من عدة أفراد يعيشون في نفس المنزل ونسبة 13.9% كانت تتألف من شخص يعيش بمفرده يبلغ من العمر 65 عاماً أو أكثر. وبلغ متوسط حجم الأسرة المعيشية 2.27، أما متوسط حجم العائلات فبلغ 2.95.
بلغ العمر الوسطي للسكان 36.1 عاماً. وكانت نسبة 23.1% من القاطنين تحت سن الثامنة عشر، وكانت نسبة 11.9% بين الثامنة عشر والرابعة والعشرين عاماً، ونسبة 24.8% كانت واقعةً في الفئة العمرية ما بين الخامسة والعشرين والرابعة والأربعين عاماً، ونسبة 25.3% كانت ما بين الخامسة والأربعين والرابعة والستين، ونسبة 14.9% كانت ضمن فئة الخامسة والستين عاماً فما فوق. وتوزع التركيب الجنسي للسكان بنسبة 48.5% ذكور و51.5% إناث.

## أعلام
- كلايد كينغ
- ويليام جي. لويس
- جيمس إيفر مكاي
- بيج دادي في
- جيمي غراهام
- كينيث كليبورن رويال
- مايك إيفانز
- فرنسيس تورنر
- جورج إي. هود
- آن جيفريز